# Internationaux de Strasbourg 2023
L'Internationaux de Strasbourg 2023 è un torneo femminile di tennis giocato sulla terra rossa. È la 37ª edizione del torneo che fa parte della categoria WTA 250 nell'ambito del WTA Tour 2023. Si gioca al Tennis Club de Strasbourg di Strasburgo in Francia dal 21 al 27 maggio 2023.

## Partecipanti
| Nazionalità | Giocatrice      | Ranking* | Testa di serie |
| ----------- | --------------- | -------- | -------------- |
| Polonia     | Magda Linette   | 19       | 1              |
| Belgio      | Elise Mertens   | 26       | 2              |
| Cina        | Zhang Shuai     | 29       | 3              |
| Stati Uniti | Bernarda Pera   | 32       | 4              |
| Romania     | Sorana Cîrstea  | 34       | 5              |
|             | Varvara Gračëva | 46       | 6              |
| Stati Uniti | Lauren Davis    | 53       | 7              |
| Svizzera    | Jil Teichmann   | 58       | 8              |

* Ranking all'8 maggio 2023.

### Altre partecipanti
Le seguenti giocatrici hanno ricevuto una wild card per il tabellone principale:
- Anastasija Pavljučenkova
- Elina Svitolina

La seguente giocatrice è entrata in tabellone grazie al ranking protetto:
- Amandine Hesse

Le seguenti giocatrici sono passate dalle qualificazioni:

- Angelina Gabueva
- Hsieh Su-wei
- Sarah Iliev
- Elena Malõgina

Le seguenti giocatrici sono state ripescate in tabellone come lucky loser:
- Bai Zhuoxuan
- Sophie Chang
- Erin Routliffe

### Ritiri
Prima del torneo
- Amanda Anisimova → sostituita da  Océane Dodin
- Ana Bogdan → sostituita da  Emma Navarro
- Beatriz Haddad Maia → sostituita da  Alizé Cornet
- Anhelina Kalinina → sostituita da  Viktorija Tomova
- Anna Kalinskaja → sostituita da  Katie Volynets
- Marta Kostjuk → sostituita da  Maryna Zanevs'ka
- Elise Mertens → sostituita da  Erin Routliffe
- Jasmine Paolini → sostituita da  Kimberly Birrell
- Diane Parry → sostituita da  Sophie Chang
- Karolína Plíšková → sostituita da  Cristina Bucșa
- Kateřina Siniaková → sostituita da  Tereza Martincová
- Patricia Maria Țig → sostituita da  Clara Burel
- Katie Volynets → sostituita da  Bai Zhuoxuan
- Wang Xiyu → sostituita da  Diane Parry
- Zhu Lin → sostituita da  Anna-Lena Friedsam

## Partecipanti doppio
| Nazionalità | Giocatrice               | Nazionalità | Giocatrice     | Ranking* | Testa di serie |
| ----------- | ------------------------ | ----------- | -------------- | -------- | -------------- |
| Stati Uniti | Nicole Melichar-Martinez | Australia   | Ellen Perez    | 24       | 1              |
| Stati Uniti | Desirae Krawczyk         | Messico     | Giuliana Olmos | 26       | 2              |
| Giappone    | Shūko Aoyama             | Giappone    | Ena Shibahara  | 41       | 3              |
| Cina        | Xu Yifan                 | Cina        | Yang Zhaoxuan  | 44       | 4              |

* Ranking all'8 maggio 2023.

### Altre partecipanti
Le seguenti coppie sono entrate in tabellone grazie al ranking protetto:
- Séverine Deppner /  Sarah Iliev
- Myrtille Georges /  Joanna Tomera

## Campionesse

### Singolare
Elina Svitolina ha sconfitto in finale  Anna Blinkova con il punteggio di 6-2, 6-3.
- É il diciassettesimo titolo in carriera per Svitolina, il primo dal ritorno della maternità.

### Doppio
Xu Yifan /  Yang Zhaoxuan hanno sconfitto in finale  Desirae Krawczyk /  Giuliana Olmos con il punteggio di 6-3, 6-2.